# Hordeum jubatum
Espèce
Classification APG III (2009)
Hordeum jubatum, communément appelée orge à crinière ou orge barbue ou orge queue-d'écureuil est une plante herbacée de la famille des Poaceae.
En latin, jubatus signifie avec une crinière .

## Description
L'Hordeum jubatum est une plante herbacée vivace éphémère haute de 60 cm. Elle forme une touffe lâche et érigée d'une soixantaine de centimètres de hauteur aux feuilles rubanées vert clair. Les inflorescences apparaissent en début d'été. Les épis d'environ dix centimètres de longueur, gracieusement recourbés, sont formés d'épillets pourvus de fines barbes soyeuses. D'abord vert clair, joliment nuancé de rose pourpré, ils blondissent au fil des semaines, évoquant alors la crinière d'un cheval et justifiant l'appellation courante de l'espèce,.

## Habitat
L'Hordeum jubatum apprécie une terre très drainante, légère et ensoleillée où elle se ressème facilement.

## Répartition
Originaire d'Asie et d'Amérique du Nord.